# Izdavaštvo
Izdavaštvo je diseminacija literature, muzike, ili informacija. To je set aktivnosti kojima se infomacije čine dostupnim opštoj javnosti. U nekim slučajevima, autori mogu da budu izdavači svojih radova, u kom slučaju su originatori i stvaraoci sadržaja istovremeno oni koji pružaju medije za isporuku i prikazivanje sadržaja. Reč „izdavač” se može odnositi na osobu koja vodi izdavačku kuću ili imprint, kao i na osobu koja poseduje/vodi magazin. Tradicionalno, term izdavaštvo se odnosio na distribuciju štampanih radova kao što su knjige („trgovina knjigama”) i novine. Sa napretkom digitalnih informacionih sistema i Interneta, opseg izdavaštva proširio se i na elektronske izvore poput elektronskih verzija knjiga i časopisa, kao i na mikroizdavaštvo, vebsajtove, blogove, izdavaštvo video igara, i slično.
Izdanje može biti ograničeno ili otvoreno. Ograničeno izdanje je ono sa fiksnim brojem kopija uz pretpostavku da nema potrebe za naknadnim štampanjem, a otvoreno je ograničeno samo brojem koji može biti proizveden ili prodat, dok se šablon za ispis ne istroši. Većina izdanja danas je ograničena, npr. potpisana olovkom samog autora i numerisana tako da ima jedinstveni i konačni broj kopija (np. 33/100). Što se tiče opsega kojim je obuhvaćeno izdanje, može se primijetiti da se ono, u užem smislu odnosi na knjige, časopise, novine, pamflete, brošure, plakate, formulare, geografske karte, a potom ako se govori u širem smislu tu se ubrajaju i CD, kasete, slike...
Postoje dva osnovna poslovna modela u izdavaštvu knjiga:
1. Tradicionalno ili komercijalno izdavaštvo: Ne naplaćuje se autorima za objavljivanje njihove knjige, već se u zamenu za prava za objavljivanje dela autorima plaća izvesna naknada od prodaje knjige.[2]
2. Samoizdavaštvo: Autor u potpunosti snosi troškove izdavanja rada, i u potpunosti zadržava sva prava nad delom.[3] Ovaka pristup je takođe poznat kao vaniti izdavaštvo.

Izdavaštvo je u današnjem svetu bitan pojam. Koristi se u svrhu prodaje što većeg broja predmeta (knjiga, slika, CD-a...) za koje je pokazan široki interes. Radi se o brojnim izdanjima koja se danas često prodaju u milionima primeraka. Sve to ne bi bilo moguće bez štamparstva koje je osim toga, omogućilo i razvoj pismenosti i pohranjivanje velike količine podataka. Stvorilo je isprva knjige, časopise, pamflete, a danas se primenjuje u trgovini, religiji, politici, književnosti, umetnosti.
Izdavaštvo može proizvesti privatna, klupska, zajednička ili javna dobra, i može se obavljati kao komercijalna, javna, društvena ili komunalna aktivnost. Komercijalna izdavačka industrija kreće se od velikih multinacionalnih konglomerata, kao što su RELX, Pirson i Tomson Rojters, do hiljada malih nezavisnih kompanija. Postoje različita specijalnosti kao što su: trgovinsko/maloprodajno izdavanje beletristike i nefikcije, izdavaštvo u obrazovanju (k-12) i akademsko i naučno izdavaštvo. Objavljivanjem se takođe bave vlade, civilna društva i privatne kompanije zbog administrativnih i regulatornih zahteva ili potreba, poslovanja, istraživanja, propagiranja ili ciljeva od javnog interesa. To može uključivati godišnje izveštaje, izveštaje o istraživanjima, istraživanje tržišta, brifinge o politici i tehničke izveštaje. Samoizdavaštvo je postalo vrlo česta pojava.

## Original ili kopija
Vrlo važna i često zbunjujuća razlika je između izdanja originalnog dela/grafike (rađenog istim sredstvom/postupkom kojim je radio autor, tipa bakrorez ili litografija) i umnožavanja, reprodukcije, tj. izdanja kopiranog dela koje je samo fotografska kopija originalnog rada (u biti u istoj kategoriji kao slika u knjizi ili časopisu, samo odštampano bolje i na kvalitetnijem papiru). Takva izdanja već kopiranih printova mogu biti označena kao ograničena izdanja sa investicionim potencijalom (koji je retko realizovan), potpisana i numerirana od strane samog autora. Da bi se znala razlika između te dve vrste izdanja potrebno je nešto znanja, jer označavanje na samom delu (knjizi, slici..) može biti varljivo.

## Istorija i razvoj
Jedan od glavnih motiva za razvoj štamparstva i izdavanja proizilazi iz želje autora da zaradi više novca prodajom brojnih kopija svojih dela. Izdavanje takvog velikog broja kopija takođe teži ka smanjenju produkcijskih troškova te cena na tržištu u odnosu na pojedinačni ili unikatni primerak. Tržište je uvek težilo razlikovanju između kopija nastalih za vreme autorovog života i posthumnih, tj. onih koje su bile štampane nakon autorove smrti. To se moglo razlikovati prema vodenom žigu, količini utrošenog papira i stanju samog pribora koji je preostao nakon izrade kopija za novo izdanje.
Prve važne kopije u ograničenom izdanju koje nisu bile potpisane niti numerisane, bile su rađene tehnikom vodene tinte (Goja) koja je brzo trošila šablon po kome se radilo. Takav postupak koristio se i nakon Gojine smrti, ali pokazujući drastičan nazadak u kvalitetu kopija, uprkos preradama na samom šablonu. Zbog ovog i drugih slučajeva, posthumna izdanja koja očito nisu bila originalno potpisana, kasnije su bila obično puno manje tražena. Iz tog razloga, takav način izdanja je prekinut, što je danas bitno za kolekcionare koji žele da izdanja koja kupe zadrže svoju vrednost.
Rane štampane knjige, pojedinačni listovi i slike nastali pre 1501. godine u Evropi poznati su kao inkunable. „Čovek rođen 1453, godine pada Carigrada, mogao je da se osvrne iz svoje pedesete godine života u kojoj je štampano oko osam miliona knjiga, možda više nego što su svi evropski pisari proizveli otkako je Konstantin osnovao svoj grad u 330. godini”.
Na kraju su štampanje osim knjiga omogućile i druge oblike izdavanja. Istorija modernog izdavanja novina započela je u Nemačkoj 1609. godine, izdavanjem časopisa sledeće 1663. godine. Misionari su sredinom 18. veka doneli izdavaštvo u podsaharsku Afriku.
Istorijski gledano, izdavaštvom su se bavili izdavači, iako su neki autori sami objavljivali. Uspostavljanje WWW-a 1989. godine ubrzo je pretvorilo mrežne lokacije u dominantni medijum objavljivanja. Ubrzo su se razvili vikiji i blogovi, a zatim onlajn knjige, onlajn novine i onlajn časopisi.
World Wide Web je od svog osnivanja omogućavala tehnološku konvergenciju komercijalnog i samostalno objavljenog sadržaja, kao i konvergenciju objavljivanja i produkcije u internetsku produkciju kroz razvoj multimedijalnih sadržaja.

## Moderna praksa
Danas izdanja mogu potencionalno vratiti svoju finansijsku vrednost kao umeće/zanat/veština kad se izdanja rade ručno, a ne striktno mehaničkim putem, jer tako mogu postati retki zbog ograničenosti broja kopija. U Rembrandtovo doba, limit na broj izdanja bio je praktičan - površina koja se trošila uslovila je broj kopija za neko izdanje. Inače, ploče mogu biti preoblikovane i zamenjene do neke mere, ali generalno nije moguće izraditi više od hiljadu kopija putem bilo kojeg procesa osim postupkom litografije ili bakroreza. Primeren broj kopija za pojedino izdanje je nekoliko stotina, iako već i takav broj ima značajne varijacije u samom kvalitetu. U takozvanoj suvoj štampi, mogući maksimalni broj kopija vrhunskog kvaliteta je od 10 do 20. U današnje vreme štampari obično prave izdanja koja su mnogo manja nego što je to norma; iz marketinških razloga i kako bi zadržali izdanje u istom stanju, ali bez brzog trošenja same ploče (matrice, kalupa). Takođe, sprovode se i brojni koraci kako bi se učvrstio sam šablon, kao npr. elektronski intaglio šabloni koji koriste električni proces gde se stavlja vrlo tanak sloj nekog čvrščeg metala na kalup/ploču slabijeg metala.

## Numeriranje i označavanje
Zbog varijacije u kvalitetu, izdanja koja su imala manje brojeva ponekad su bila važnija i bolja, posebno ona gde je uzorak bio rađen dok se ploča nije istrošila. Međutim, numeriranje kopija ne mora biti jednako redosledu nastanka i često je u suprotnosti. Ponekad broj glavnih, javnih izdanja može biti varljiv - predstavljajući samo 50% ili manje od totalnog broja dobro izrađenih kopija. Kasnije, štampari su prepoznali vrednost ograničavanja broja izdanja te numerisanje samih kopija. Norma je postalo štampanje izdanja sa ograničenim ili što manjim brojem varijacija. U monotipu (tehnici štampanja pomoću iscrtavanja na glatku, neupijajuću podlogu) gde istovremeno mogu nastati samo dve kopije, one su označene najčešće sa 1/1 ili kao „jedinstvene”. Konvencije za numeriranje kopiranih izdanja dobro su uspostavljene, ali postoje i drugi znakovi koji upućuju na to da postoji kopija izvan nekog izdanja.
Umetnički uzorak je primerak izdanja uzet na samom početku štampanja kako bi se proverilo stanje šablona (što opet treba razlikovati od originalnih izdanja proizvedenih uz prisutstvo i vodstvo samog umetnika). Oni su označeni sa "A.P." ili "P/A". Monoprintovi i jedinstvene, ručno rađene kopije su označene sa „unique”, dok su kopije izdanja namenjene nekom za poklon ili su pak neprikladne/neprimerene za prodaju, označene sa „H.C.” ili „H/C” , u značenju „hors de commerce” ili „nije za prodaju”. Štamparu je takođe dopušteno da uzme neke od kopija izdanja za sebe, što je označeno sa „PP”. Na kraju, glavno/izvorno delo namenjeno za ponovno izdanje može biti odštampano da bi se uporedio kvalitet sa ostalim kopijama; takve su kopije obično označene sa „bon à tirer” ili „BAT”.

## Rukopis, štamparstvo i štamparske mašine
Štamparstvo je otiskivanje pomoću šablona. Do 15. veka različiti rukopisi su se prepisivali rukom. Samo štamparstvo nastalo je u Kini oko 7., 8. veka i u početku su se koristile drvene ploče za otisak slova. U Evropi, štampanju pomoću metalnog kalupa prethodili su ksilografija ili drvorez. Prvo štamparsko usavršavanje bilo je kada je J. Gutenberg složio slogove od pojedinačnih livenih slova, otiskujući ih drvenom presom. Primitivnu tehniku uz pomoć ručnog šablona kasnije su zamenile mašine, a današnji sistem postavio je početkom 18. veka Francuz Furnier, koji je 1785. usavršio Didot.
U početku su se koristile dve horizontalne drvene ploče. Na donju, stabilnu ploču, polagala se forma sa slogom, pa nakon što je premazana bojom i na nju položen papir, pritiskanjem gornje, pomične ploče vršio se otisak. Sav se posao obavljao ručno i stoga je broj primeraka za pojedino izdanje bio relativno mali. Na taj način, štapalo se sve do pronalaska cilindrične štamparske mašine (Konig 1812). Jedna od najstarijih rotacionih štamparskih presa počela je s radom 1848. u Tajmsu zbog čega je proizvodnja odmah bila utrostručena. Danas grafičke mašine imaju veliku prednost, ubrzano i precizno štampanje što kod nekih mašina rezultira i brojem od oko 5000 odštampanih primeraka na sat.

## Literatura
- Enciklopedija leksikografskog zavoda (1956) Štamparski strojevi. 2. izd. Zagreb: JLZ. Sv. 6. 1969.
- Enciklopedija leksikografskog zavoda (1956) Štamparstvo. 2. izd. Zagreb: JLZ. Sv. 6. 1969.
- Povijest svijeta. Velika obiteljska enciklopedija: događaji, ljudi i datumi koji su oblikovali svijet (1996) Od rukopisa do informativne tehnologije. 1.izd. Zagreb: Grupa Mladinska knjiga. 2006
- Epstein, Jason. Book Business: Publishing Past, Present, and Future.
- Schiffrin, André (2000). The Business of Books: How the International Conglomerates Took Over Publishing and Changed the Way We Read.
- Ugrešić, Dubravka (2003). Thank You for Not Reading.
- Abelson et al.  (2005). Open Networks and Open Society: The Relationship between Freedom, Law, and Technology
- Leonard Shatzkin (1982). In Cold Type: Overcoming the Book Crisis. ISBN 978-0-395-32160-7.. Boston, Mass.: Houghton-Mifflin. xiii, 297 pp.